# Steven Lammertink
Steven Lammertink (Enter, Wierden, 4 de desembre de 1993) és un ciclista neerlandès, professional des del 2012 i actualment a l'equip Lotto NL-Jumbo.

## Palmarès
- 2014
  -  Campió dels Països Baixos sub-23 en contrarellotge
  - 1r a la Ronde van Zuid-Oost Friesland
- 2015
  -  Campió d'Europa sub-23 en Contrarellotge
  -  Campió dels Països Baixos sub-23 en contrarellotge
  - 1r al Tour de Berlín i vencedor d'una etapa
  - Vencedor d'una etapa al Triptyque des Monts et Châteaux